# Fumo da solo
Fumo da solo è un singolo del rapper italiano Izi, pubblicato il 5 ottobre 2018 come primo estratto dal terzo album in studio Aletheia.

## Descrizione
La produzione del brano è stata curata dagli italiani Charlie Charles e Thasup (all'epoca noto come Tha Supreme). Segna inoltre l'approdo del rapper ligure nell'etichetta Universal, dopo il trascorso in Sony Music.

## Video musicale
Il video è stato presentato il 23 ottobre 2018 attraverso il canale YouTube del rapper.

## Tracce
1. Fumo da solo – 3:42

## Classifiche
| Classifica (2018) | Posizione massima |
| ----------------- | ----------------- |
| Italia            | 2                 |